# Good Morning Susie Soho
Albums de Esbjörn Svensson Trio
From Gagarin’s Point of View
(1999) Strange Place for Snow
(2002)
Good Morning Susie Soho est un album studio du Esbjörn Svensson Trio. 

## Réception critique
Good Morning Susie Soho est avec From Gagarin’s Point of View et Strange Place for Snow l’album qui a fait connaître Esbjörn Svensson Trio sur la scène jazz européenne. Il fut nommé « album de l’année » par le magazine anglais Jazzwise et se classa à la quinzième place du classement des albums pop suédois.

## Personnel
- Esbjörn Svensson - Piano
- Magnus Öström - Batterie
- Dan Berglund - Basse

## Liste des pistes
Sauf indication, toutes les compositions sont du Esbjörn Svensson Trio
1. Somewhere Else Before (5 min 31 s)
2. Do The Jangle (5 min 54 s)
3. Serenity (1 min 50 s)
4. The Wraith (9 min 18 s)
5. Last Letter From Lithuania (4 min 5 s)
6. Good Morning Susie Soho (5 min 51 s)
7. Providence (4 min 50 s)
8. Pavane (Thoughts Of A Septuagenarian) (3 min 42 s)
9. Spam-Boo-Limbo (4 min 31 s)
10. The Face Of Love (D.Robbins, T.Robbins & N.Khan) (6 min 50 s)
11. Reminiscence Of A Soul (6 min 8 s)